# Vastin Lespy
 (novembre 2015).
Si vous disposez d'ouvrages ou d'articles de référence ou si vous connaissez des sites web de qualité traitant du thème abordé ici, merci de compléter l'article en donnant les références utiles à sa vérifiabilité et en les liant à la section « Notes et références ».
Jean Désiré Vastin Lespy, dit Vastin Lespy, né le 6 février 1817 à Pau (Pyrénées-Atlantiques), mort le 21 février 1897 dans cette même ville est un érudit français auteur d'une œuvre importante sur la philologie et la langue béarnaises.

## Biographie
Après des études de lettres, il est professeur au Collège de Pau (1836-1870), puis secrétaire de la préfecture des Basses-Pyrénées (1870-1873) ; il publie de nombreux ouvrages de linguistique et collabore régulièrement à des revues savantes, notamment la Revue d'Aquitaine et le Bulletin de la Société des Sciences, Lettres et Arts de Pau.
Entre 1858 et 1880 il publie différente versions de sa grammaire béarnaise et il souligne qu'entre ces deux édition"[...] il a été fait des compositions du même genre sur d'autre dialectes de la langue d'oc. Il me serait peut-être permis de dire que la grammaire béarnaise n'a pas été complètement inutile aux auteurs de ces travaux". Mettant ainsi en perspective son œuvre béarnisante dans la grande renaissance de la langue d'oc.
Avec Paul Raymond, archiviste du département des Basses-Pyrénées, il publie un important dictionnaire, le Dictionnaire du béarnais ancien et moderne, basé sur des recherches approfondies dans les documents anciens, enrichi de sa connaissance d'autres parlers et des philologues de son temps tels Frédéric Mistral. Cet ouvrage fut lauréat du concours (année 1886)  organisé par l’Académie des inscriptions et belles-lettres.
Avec Paul Raymond également, il est le fondateur de la Société des bibliophiles du Béarn.
Il est enterré à Oloron-Sainte-Marie, au vieux cimetière de Sainte-Croix, dans la tombe de la famille de Dufourcq - Galtier d'Auriac.

## Œuvres
| - Vivaro-alpin - Auvergnat - Limousin - Sud-vivarais - Provençal - Niçois - Languedocien - Gascon | - Baléare - Alguérois - Roussillonais - Catalan central - Catalan nord-occidental - Valencien - Ribagorsanais (Bénasquais inclus) - Aragonais |

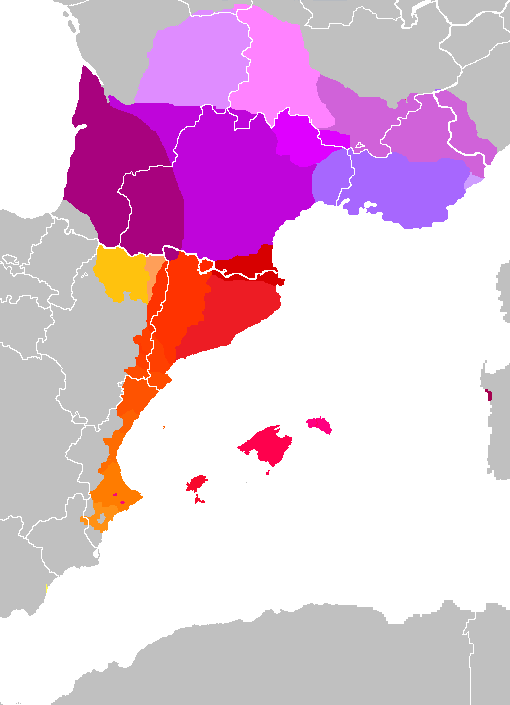
Langues et dialectes occitanoromans.
Vivaro-alpin
Auvergnat
Limousin
Sud-vivarais
Provençal
Niçois
Languedocien
Gascon
Baléare
Alguérois
Roussillonais
Catalan central
Catalan nord-occidental
Valencien
Ribagorsanais (Bénasquais inclus)
Aragonais

- Les Illustrations du Béarn. Pau, Veronèse, 1856
- Grammaire béarnaise, suivie d'un vocabulaire béarnais-français, 1858 ; Paris, Maisonneuve, 1880
- Notes pour l'histoire de la chanson .... Paris, J.-B. Dumoulin, 1861
- Les Sorcières dans le Béarn : 1393-1672, Pau, Léon Ribaut, 1875, 72 p. (lire en ligne)  (réédition Pyrémonde-Princi Néguer, 2005)
- Proverbes du pays de Béarn ; énigmes et contes populaires. París, Maisonneuve et cie, 1876
- Récits d'histoire Sainte en Béarnais traduits et publíés pour la première fois sur le manuscrit du XVe siècle (avec Paul Raymond). Pau, L. Ribaut, 1876
- Un baron béarnais au quinzième siècle (avec Paul Raymond). Pau, 1878
- Lous gentius de Bearn où Rèbe de l'abbé Puyoo. Pau 1879.
- Dictionnaire béarnais ancien et moderne (avec Paul Raymond), Montpellier, 1887
- Navarrot, Xavier, Le Chansonnier d'Oloron, Navarrot : choix de chansons de Navarrot, Pau, Impr. Garet, 1890, 95 p. (lire en ligne)
- Dictons et proverbes du Béarn, parémiologie comparée, Pau, Garet, 1892 ; Limarc, Bayonne, 1979
- Le renard de La Fontaine. Conférence du 5 janvier 1865. Pau, Véronèse
- Les femmes d'après les proverbes. Conférence 7 décembre 1865. Pau, Véronèse.
- Les marionnettes à Pau. Conférence.1875
- Remarques dur la Toponymie du Béarn. Conférence
- Sur le nom des habitants de Pau. Conférence
- D'où viennent quelques diminutifs Français. Conférence
- Quelques hommes et quelques choses du Béarn. Conférence
- Inauguration de la statue d'Henri IV. Conférence
- Rome. Conférence du 5 décembre 1867. Pau, Véronèse.
- Un curé béarnais au dix-huitième siècle. Pau, Léon Ribaut, 1880. 2 tomes
- Le renard des fables de La Fontaine. Pau, Garet, 1888.
- Grammar and vocabulary of the language of Béarn.Roger Gordon Molyneux. Leon Ribaut / Henry Prowde. 1888.

## Dictionnaires gascons
La langue régionale de Gascogne, au sens d’aire des parlers gascons encore très vivants (en particulier dans les campagnes) au XIXe siècle et dans la première moitié du XXe siècle, a fait alors l’objet de travaux indépendants de plusieurs érudits bilingues : outre Vastin Lespy (et Paul Raymond) pour le Béarn,, Vincent Foix écrit le Dictionnaire gascon-français (Landes) pour la Chalosse voisine et les Landes, Justin Cénac-Moncaut le Dictionnaire gascon-français, dialecte du département du Gers: suivi d'un abrégé de grammaire gasconne, pour l’Armagnac et le Gers. Simin Palay (aidé de correspondants locaux) a entrepris ensuite un dictionnaire du gascon et du béarnais modernes couvrant l’ensemble des variétés de gascon, qu’il mène à bien en trois éditions.
Ce corpus de lexiques et d’exemples a demandé à chaque auteur la définition de normes lexicographiques pour son ouvrage, normes communes en partie seulement. D’une part des différences de prononciation existent pour de mêmes mots (traitement de la voyelle finale atone, par exemple) selon les lieux, d’autre part les évolutions locales séculaires ont amené une diversité de formes. Il faudra attendre l’Atlas linguistique et ethnographique de la Gascogne (mené, notamment par Jacques Allières et Jean Séguy, autour des années 1950-60) pour une cartographie fine des parlers.
Ces dictionnaires sont des outils précieux de connaissance des langues vivantes régionales sur les décennies autour de 1900, enrichis de nombreux documents d’archives. En particulier, le Dictionnaire béarnais ancien et moderne (de Vastin Lespy et Paul Raymond) contient tous les mots nécessaires pour établir une liste Swadesh du gascon béarnais : le linguiste Morris Swadesh a établi la liste Swadesh modèle, de près de 200 mots dans la partie du lexique la plus conservée, pour être utilisée en linguistique comparée. De même, le dictionnaire de Vincent Foix permet d'établir une liste Swadesh du gascon landais.
Plus généralement, ces dictionnaires d'érudits sont une base sur laquelle s’appuieront les travaux d’élaboration des codes d'orthographe gasconne, d’abord pour les félibres (graphie moderne - félibréenne, du nom du Félibrige fondé par le poëte provençal Frédéric Mistral), ensuite pour l’application de la graphie - classique - occitane au gascon.